# إرادة الاعتقاد
إرادة الاعتقاد هي عبارة وعنوان محاضرة وكتاب (The Will to Believe) للفيلسوف وليام جيمس، وعرّفها على أنها إرادة التسليم بمعتقدات قد لا يبررها العقل، ولكن تبررها المنافع العملية التي تنتج عنها، فهي لا تتضمن إيماناً اعتباطياً لا يميز بين الصحيح والفاسد من المعتقدات، بل تتضمن اختياراً حقيقياً ينشأ عن ننيجة لها خطرها. صاغ وليام جيمس تلك العبارة أول مرة سنة 1896، يعني جيمس في هذه المحاضرة بالدفاع عن عقلانية الاعتقاد الديني على وجه الخصوص حتى عند افتقاره إلى أدلة كافية على الحقيقة الدينية. يقول جيمس في مقدمته: «لقد أحضرت معي الليلة [...] مقالة في تبرير الإيمان، ودفاعًا عن حقنا في تبني موقف اعتقادي في المسائل الدينية، رغم حقيقة أن فكرنا المنطقي المجرد قد لا يكون مكرهًا على الاعتقاد به. بناءً على ذلك، فإن «إرادة الاعتقاد» هو عنوان بحثي».
تعتمد حجة جيمس الرئيسية في «إرادة الاعتقاد» على فكرة أن الوصول إلى الأدلة حول ما إذا كانت معتقدات معينة صحيحة أم لا يعتمد بشكل حاسم على تبني هذه المعتقدات أولًا دون دليل. على سبيل المثال، يجادل جيمس أنه قد يكون من العقلانية أن يؤمن المرء بقدرته على إنجاز المهام التي تتطلب الثقة بدون دليل. والأهم من ذلك، يشير جيمس إلى أن هذا هو الحال حتى في مزاولة البحث العلمي. ثم يدفع بأن الإيمان الديني، مثل اعتقاد المرء بقدرته على إنجاز مهمة صعبة، يمكن أن يكون عقلانيًا أيضًا حتى مع افتقار المرء في ذلك الوقت إلى دليل على حقيقة معتقده الديني.

## المحاضرة
تُعد محاضرة «إرادة الاعتقاد» لجيمس ومقال «أخلاقيات الاعتقاد» لويليام كليفورد الركيزتان الرئيسيتان للعديد من المناقشات المعاصرة حول التثبتية والإيمان والاعتقاد المُسبق. يتألف كتاب «إرادة الاعتقاد» لجيمس من ملاحظات تمهيدية تليها عشرة أقسام مرقمة بدون عناوين. يصف جيمس محاضرته في ملاحظاته التمهيدية قائلًا «أحضرت معي الليلة [...] مقالةً في تبرير الإيمان، ودفاعًا عن حقنا في تبني موقف اعتقادي في المسائل الدينية، رغم حقيقة أن فكرنا المنطقي المجرد قد لا يكون مكرهًا على الاعتقاد به». وبناء على ذلك، فإن «إرادة الاعتقاد» هو عنوان بحثي. «وفي نهاية ملاحظاته التمهيدية، يقود جيمس إلى قسمه الأول بالقول إنه «يجب أن يبدأ بوضع بعض الفروق التقنية».

### الاقسام من الأول – الثالث: تمهيدات
في القسم الأول، يشرع جيمس في مهمة تحديد عدد من المصطلحات المهمة التي سيعتمد عليها طوال المحاضرة:
- الفرضيات الحية والميتة - «يقاس موت وحيوية الفرضية [...] بإرداة [المفكر] على التصرف. فيعني الحد الأقصى للحيوية في الفرضية إرادة الإقدام على التصرف بشكل لا رجعة فيه»
- الخيار - «اتخاذ قرار بالاختيار من بين فرضيتين»
- الخيار الحي والميت - «الخيار الحي هو الخيار الذي تكون فيه كلتا الفرضيتين حيتين»
- خيار إجباري ويمكن تجنبه - خيار «لا توجد إمكانية لعدم الاختيار»
- الخيار الفوري والتافه - «يكون الخيار تافهًا عندما لا تكون الفرصة فريدة، أو عندما يكون خطر عدم اختياره لا يكاد يذكر، أو عندما   يكون القرار قابلًا للعكس إذا ثبت لاحقًا أنه غير حكيم»
- خيار حقيقي - «يمكننا تسمية الخيار خيارًا حقيقيًا عندما يكون من النوع الإجباري والحي والمهم»
- الاعتقاد - «يجد الكيميائي الفرضية حية بما يكفي لقضاء عام في التحقق منها: فهو يؤمن بها إلى هذا الحد».

في القسم الثاني، يبدأ جيمس بالقول إنه سيدرس بعد ذلك «السيكولوجية الحقيقية لوجهة النظر الإنسانية». هنا يدرس جيمس ويوافق إلى حد كبير على انتقاد رهان باسكال أننا إما لا ينبغي لنا أو لا نستطيع التصديق أو عدم التصديق بمجرد الإرادة. أي أن جيمس هنا يبدو أنه يرفض النزعة الاختيارية العقائدية، «العقيدة الفلسفية التي بموجبها يتحكم الناس اختياريًا في معتقداتهم». في القسم الثالث، على أية حال، يلطف جيمس من تأييده لهذا الانتقاد لـرهان باسكال بالقول إنها «فقط فرضياتنا الميتة هي التي لا تقدر إرادتنا على إعادة الحياة مرة أخرى لها». يعني جيمس بهذا أن الأشياء التي لا نؤمن بها بالفعل هي فقط التي لا نستطيع تصديقها بالإرادة.

### القسم الرابع: الأطروحة
يقدم جيمس في قسمه الرابع المختصر للغاية الأطروحة الرئيسية للعمل:
«طبيعتنا العاطفية ليس فقط قانونيًا، ولكن يجب عليها في العموم أن تقرر خيارًا بين الاقتراحات، كلما ظهر أمامها خيار حقيقي لا يمكن بطبيعته تحديده على أسس فكرية؛ على سبيل المثال في مثل هذه الظروف، «لا تقرر، ولكن اترك سؤال مفتوح»، هو في حد ذاته قرار عاطفي -تمامًا مثل تقرير نعم أم لا- ويحظى بنفس النسبة من خطر فقدان الحقيقة».
ومع ذلك، بدلًا من تقديم حجة لهذه الأطروحة، أنهى جيمس هذا القسم بسرعة قائلًا إنه لا يزال «ينغمس في المزيد من العمل التمهيدي».

### الاقسام من الخامس- السابع: المزيد من التمهيدات
في القسم الخامس، يفرق جيمس بين الشكوكية حول الحقيقة وإدراكها وما يسميه «الدوغماتية»: «أن الحقيقة موجودة، وأن عقولنا يمكن أن تجدها». فيما يتعلق بالدوغماتية، يذكر جيمس أن لها شكلين؛ فهناك «طريقة مؤيدي المثالية المطلقة» و«طريقة التجريبيين» في الاعتقاد بالحقيقة. يقول جيمس: «يقول مؤيدو المثالية المطلقة في هذا الأمر أننا لا نستطيع أن نصل إلى معرفة الحقيقة فقط، بل ويمكننا أن نعرف متى وصلنا إلى معرفتها، بينما يعتقد التجريبيون أنه رغم أننا قد نصل إليها، إلا أننا لا نستطيع أن نعرف بدقة متى». ثم مضى جيمس ليقول إن «النزعة التجريبية قد سادت إلى حد كبير في العلم، بينما في الفلسفة كان لاتجاه المثالية المطلقة كل شيء بطريقته الخاصة».
ينهي جيمس القسم الخامس معتبرًا أن التجريبيين ليسوا في الواقع أكثر تجريبية بشأن معتقداتهم واستنتاجاتهم من مؤيدي المثالية المطلقة: «أعظم التجريبيين بيننا هم فقط تجريبيون في التفكير: إذ عندما يتركوا لغرائزهم، فإنهم يتشددون مثل البابوات المعصومين. فعندما يخبرنا كليفوردز كم هو آثم أن يكون الناس مسيحيين بمثل هذا «الدليل غير الكافي»، فغير كفاية الدليل هي في الواقع آخر ما يدور في ذهنهم. فبالنسبة لهم الدليل كافٍ تمامًا، إلا أنه يجعل الطريقة الأخرى. ترتيب الكون بأنه لا يوجد خيار حي: المسيحية هي فرضية ميتة من البداية».
يبدأ جيمس القسم السادس بالسؤال التالي: «ولكن الآن، بما أننا جميعًا مؤيدون للحكم المطلق بالغريزة، فماذا يجب أن نفعل بطبيعتنا كوننا طلابًا للفلسفة بشأن الحقيقة؟ هل نعتنقها ونؤيدها؟» ثم يجيب: «أعتقد بصدق أن الأخيرة هي الوحيدة التي يمكننا اتباعها بصفتنا مفكرين. [...] لذلك، فإنني أنا نفسي تجريبي بالكامل بقدر ما ت نظريتي عن المعرفة البشرية».